# Pomaderris rugosa
Pomaderris rugosa är en brakvedsväxtart som beskrevs av Thomas Frederic Cheeseman.
Pomaderris rugosa ingår i släktet Pomaderris och familjen brakvedsväxter. Inga underarter finns listade i Catalogue of Life.